# 90th Fighter Squadron

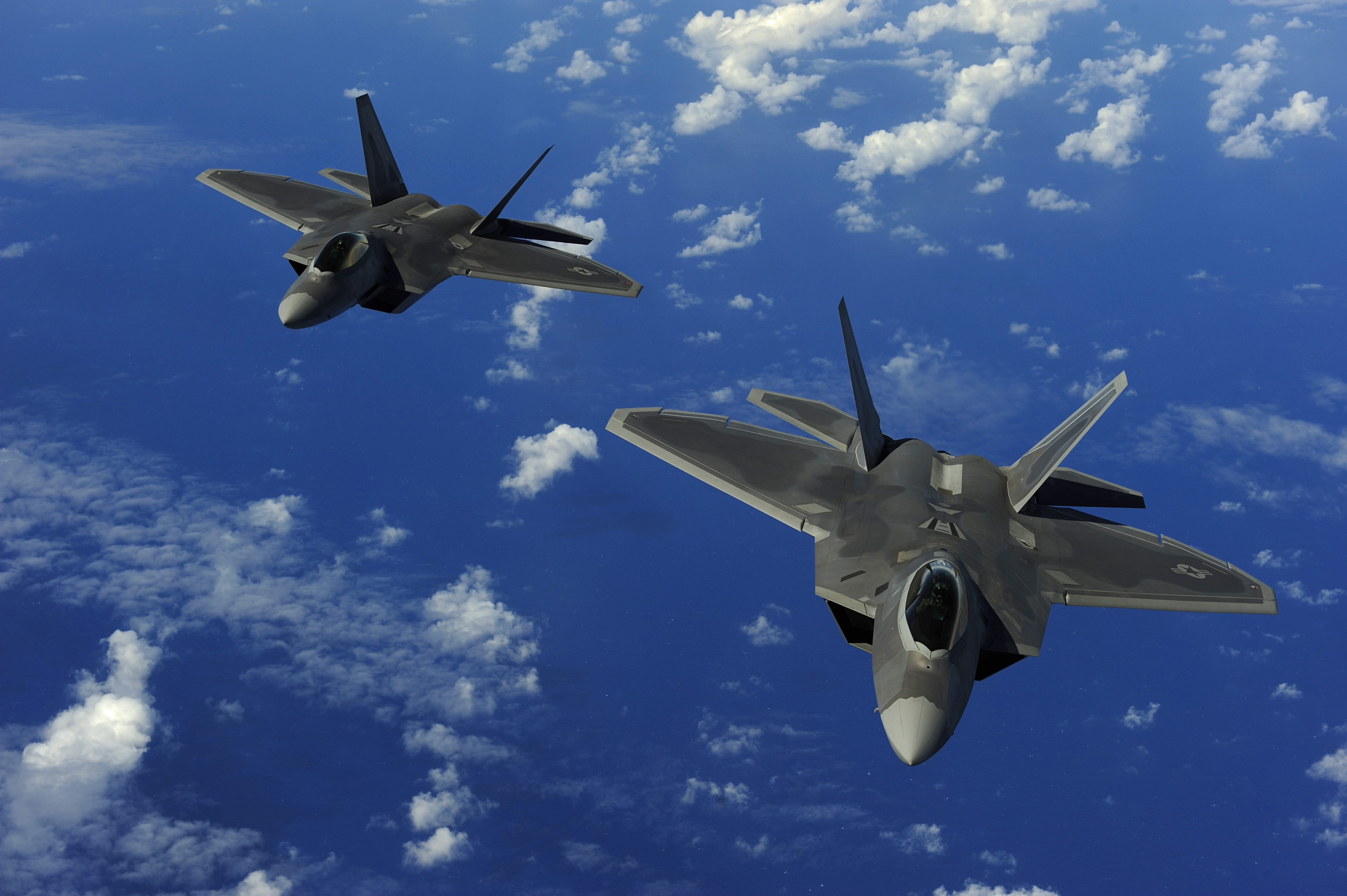
F-22 Raptors de l'armée de l'air américaine affectés au 90e escadron de combat

Le 90th Fighter Squadron est un escadron de reconnaissance de l'USAF.